# Карлтон (Вісконсин)
Карлтон (англ. Carlton) — місто (англ. town) в США, в окрузі Кевоні штату Вісконсин. Населення — 1008 осіб (2020).

## Демографія
Згідно з переписом 2010 року, у місті мешкало 1014 осіб у 406 домогосподарствах у складі 294 родин. Було 445 помешкань
Расовий склад населення:
| - 98,0 % — білих - 0,4 % — азіатів - 0,1 % — корінних американців - 0,1 % — чорних або афроамериканців |

До двох чи більше рас належало 0,7 %. Частка іспаномовних становила 2,9 % від усіх жителів.
За віковим діапазоном населення розподілялося таким чином: 20,7 % — особи молодші 18 років, 61,0 % — особи у віці 18—64 років, 18,3 % — особи у віці 65 років та старші. Медіана віку мешканця становила 44,4 року. На 100 осіб жіночої статі у місті припадало 113,0 чоловіків;  на 100 жінок у віці від 18 років та старших — 109,9 чоловіків також старших 18 років.
Середній дохід на одне домашнє господарство  становив 80 082 долари США (медіана — 58 250), а середній дохід на одну сім'ю — 90 927 доларів (медіана — 66 500). Медіана доходів становила 48 854 долари для чоловіків та 33 875 доларів для жінок. За межею бідності перебувало 8,9 % осіб, у тому числі 14,1 % дітей у віці до 18 років та 7,6 % осіб у віці 65 років та старших.
Цивільне працевлаштоване населення становило 558 осіб. Основні галузі зайнятості: виробництво — 28,1 %, освіта, охорона здоров'я та соціальна допомога — 19,4 %, сільське господарство, лісництво, риболовля — 18,1 %.